# Jaklovce
Jaklovce és un poble i municipi d'Eslovàquia. Es troba a la regió de Košice, a l'est del país.

## Història
La primera referència escrita de la vila data del 1282.

## Demografia
| Godina             | 1994 | 2004   | 2014   | 2024   |
| ------------------ | ---- | ------ | ------ | ------ |
| Nombre de persones | 1957 | 1972   | 1905   | 1802   |
| Diferència         |      | +0,76% | −3,39% | −5,40% |

| Godina             | 2023 | 2024   |
| ------------------ | ---- | ------ |
| Nombre de persones | 1812 | 1802   |
| Diferència         |      | −0,55% |